# Daniel Gottlob Türk
Daniel Gottlob Türk (10 de agosto de 1750 - 26 de agosto de 1813) fue un compositor, organista y profesor de música notable del período clásico.

## Biografía
Nacido en Claußnitz, Sajonia, estudió órgano con su padre y más tarde con Johann Adam Hiller. Fue Hiller quien recomendó a Türk para su primera posición profesional en la Universidad de Halle, Alemania. El 18 de abril de 1779, la Universidad de Halle le concedió la petición de para comenzar dando conferencias sobre teoría de la música. En Halle publicó su tratado sobre el papel del organista, y también escribió 18 sonatas. Su contribución más notable a la música clásica es la Klavierschule, una guía didáctica para el teclado. También escribió una cantata Los pastores de Belén (1782), algunas piezas de órganos y otras obras corales en manuscrito.
En 1783 se casó con Johanna Dorothea Raisin Schimmelpfennig, con quien tuvo dos hijos. Fue miembro de la logia masónica Zu den drei Degen, junto a Carle Loewe. En 1813 cayó enfermo y murió de una enfermedad hepática.